# Kurikaesu 봄
〈Kurikaesu(되풀이하는) 봄〉(Kurikaesu 春 쿠리카에스 하루[*])은 도모토 쯔요시가 244 ENDLI-x로서 발매한 싱글로, 도모토 쯔요시의 통산 6번째 싱글이다.

## 개요
전작 〈하늘이 우니까〉로부터 약 1년 2개월 만의 싱글이다.
앨범 《I AND 사랑》과 동시 발매되었다. 《I AND 사랑》에는 이 싱글의 곡들이 수록되어있지 않다.

## 수록곡

### Limited Edition
1. Kurikaesu 春 / Kurikaesu(되풀이하는) 봄
작사·작곡: 244 ENDLI-x / 편곡: 244 ENDLI-x, 소가와 토모지
2. プロポーズダンシング / 프러포즈 댄싱
작사·작곡: 244 ENDLI-x / 편곡: 244 ENDLI-x, 소가와 토모지
3. Let's try the love!
작사·작곡: ARAN / 편곡: 244 ENDLI-x, 우에다 켄지
4. Kurikaesu 春 (Backing Track)

### Original Edition
1. Kurikaesu 春 / Kurikaesu(되풀이하는) 봄
2. プロポーズダンシング / 프러포즈 댄싱
3. OH LORD!
작사·작곡: 244 ENDLI-x